# Rojas
Rojas – gmina w Hiszpanii, w prowincji Burgos, w Kastylii i León, o powierzchni 24,93 km². W 2011 roku gmina liczyła 74 mieszkańców.